# 鲁帕赫-戈尔德豪森
鲁帕赫-戈尔德豪森是德国莱茵兰-普法尔茨州的一个市镇。总面积4.41平方公里，总人口1177人，其中男性579人，女性598人（2011年12月31日），人口密度267人/平方公里。